# یواس‌اس مری (اس‌پی-۴۶۲)
یواس‌اس مری (اس‌پی-۴۶۲) (به انگلیسی: USS Mary (SP-462)) یک کشتی است که طول آن ۵۵ فوت ۶ اینچ (۱۶٫۹۲ متر) می‌باشد. این کشتی در سال ۱۹۰۷ ساخته شد.